# Jean Ravelonarivo
Dans le nom malgache Ravelonarivo Jean, le nom de famille précède le prénom, mais cet article utilise l’ordre habituel en français Jean Ravelonarivo, où le prénom précède le nom.
Jean Ravelonarivo, né le 17 avril 1959 à Sakadomo, dans la commune urbaine de Berevo à Madagascar, est un général et homme d'État malgache, Premier ministre du 17 janvier 2015 au 10 avril 2016.

## Biographie

### Études
Jean Ravelonarivo étudie à l'Institut national des sciences comptables et de l'administration d'entreprises (INSCAE). Il décroche une licence de pilote de transport, puis suit une formation à l'école supérieure de pilotage de Kirovograd. Il obtient ensuite une maîtrise en droit privé de l'université d'Antananarivo. Il suit un 3e cycle en relations internationales au centre d'études diplomatiques et stratégiques (CEDS).

### Carrière
De 1985 à 1997, il est pilote de transport à la base aéronavale d'Ivato, puis aussi chef de bureau d'escale et transit à partir de 1991. Depuis 2012, il est conseiller air du chef de l'état-major général  de l'armée malgache. Il devient général de brigade aérienne en décembre 2014.
De 1995 à 2010, il est directeur général de la société J.J. (forage et l’adduction d'eau potable) qu'il fonde avec sa femme Josianne. De 1997 à 2002, il assure la direction générale de la Société d'équipement immobilier  de Madagascar (SEIMAD), ainsi que l'administration d'Habitat & Francophone de 2000 à 2005. Il fonde le groupe J.J. en 2010.
De juillet 2001 à août 2002, Jean Ravelonarivo est conseiller technique du président du Sénat.
Du 1er juillet 2013 au 30 juin 2014, il est gouverneur du district 9220 (62 clubs et +1 500 membres dans 7 pays) du Rotary Club. En 2015, il rachète la station de radio Radio Feon’ny Vahoaka (Radio RFV).
Jean Ravelonarivo est réputé proche du clan Ratsiraka et d'AREMA.
Il était un ami personnel du président Hery Rajaonarimampianina.

### Premier ministre (2015-2016)
Le 14 janvier 2015, il est nommé premier ministre, succédant à Roger Kolo. Le 26 janvier, il annonce la liste des ministres de son gouvernement, qui compte 22 reconductions (4 ministres changent de portefeuille) et 8 nouvelles nominations.
En mars 2015, Jean Ravelonarivo dénonce une ingérence française dans les affaires malgaches lorsque l'ambassadeur français à Madagascar, François Goldblatt, tweete son opinion personnelle sur le limogeage du directeur général du Trésor de la Grande île.
Le 8 avril 2016, il présente sa démission de son poste de Premier ministre. Il est remplacé par Olivier Mahafaly Solonandrasana.
Le 3 août 2018, il remet son dossier de candidature pour concourir à l'élection présidentielle de 2018. Il est éliminé dès le premier tour, n'obtenant que 0,59 % des voix.
En septembre 2021, le tribunal correctionnel du pôle anti-corruption d'Antananarivo a fait comparaître six personnes et une entreprise. Jean Ravelonarivo, Premier ministre entre 2015 et 2016 et bénéficiaire direct de contrats frauduleux, cinq ans de prison ont été requis contre lui. Les prévenus ont été condamnés à verser au total 6 milliards d'ariary de dommages et intérêts au CNAPS, partie civile dans cette affaire.

## Condamnation et Fuite
Il a été condamné le 27 septembre 2021 à 5 ans ferme pour détournements de deniers publics.
Le 16 Octobre, 2021 il s'enfuit sur un kwassa-kwassa à Mayotte pour continuer son voyage sur Paris pour s'établir en  Suisse.